# ミール・ジュムラー

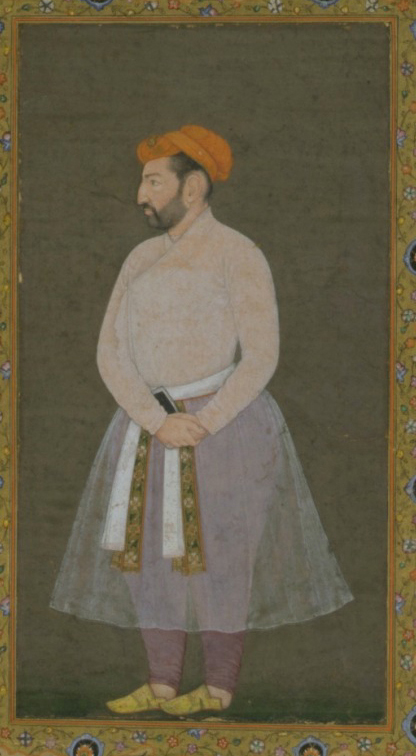
ミール・ジュムラー

ミール・ジュムラー（ウルドゥー語: مير جملا, Mir Jumla, 1591年- 1663年3月30日）は、インド、ゴールコンダ王国の宰相、軍総司令官。ムガル帝国の武将、ベンガル太守でもある。本名はミール・ムハンマド・サイード・アルディスターニー（Mir Muhammad Sa'id Aldistani）。ミール・ジュムラー2世とも呼ばれるが、これはその前後に同名の人物が2人いたためである。
ゴールコンダ王国の武将時代はヴィジャヤナガル王国での遠征で活躍した。ゴールコンダ王と不仲になったのちは、ムガル帝国のアウラングゼーブと結び、彼が皇位継承に勝利できるように尽力した。その後、ベンガル太守に任命され、アッサム地方への遠征で活躍した。

## 生涯

### ゴールコンダ王国の権臣として

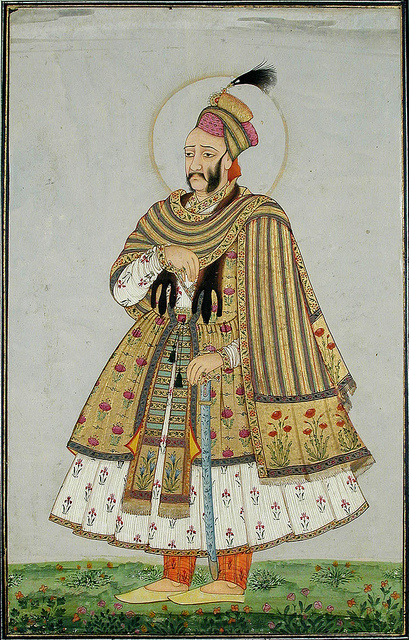
アブドゥッラー・クトゥブ・シャー

1591年、ミール・ジュムラーは貧しい油商人の息子として、イランのアルディスターンで生まれた。のち、ゴールコンダ王国に移住した。
とはいえ、ミール・ジュムラーは優れた人物であり、実業に詳しく、才気にあふれた人物だった。彼はゴールコンダ王国のいくつかのダイヤモンドの鉱山の仕事を他人の名義を使って1人で請負、そこから得られるダイヤモンドにより、莫大な財産を蓄えるのに成功した。それゆえ、その所持する富はもちろんのこと、ダイヤモンドの数が何袋になるのか、世間の人々の間で絶えず噂になったほどだった。
また、ミール・ジュムラーは海運業にも着手し、王国の海岸から方々に船を送って、これによっても彼は莫大な富を得ることに成功している。
さらに、ミール・ジュムラーは莫大な富を背景に、ゴールコンダ王国の政界にも進出した。彼は宰相と軍総司令官の地位も獲得し、その権威と影響力は国王アブドゥッラー・クトゥブ・シャーさえも凌いだ。彼は王国の軍隊を掌握しただけのみならず、強力な私兵団を創設し、その中でも砲兵隊は特に強力だった。

### ヴィジャヤナガル王国への遠征

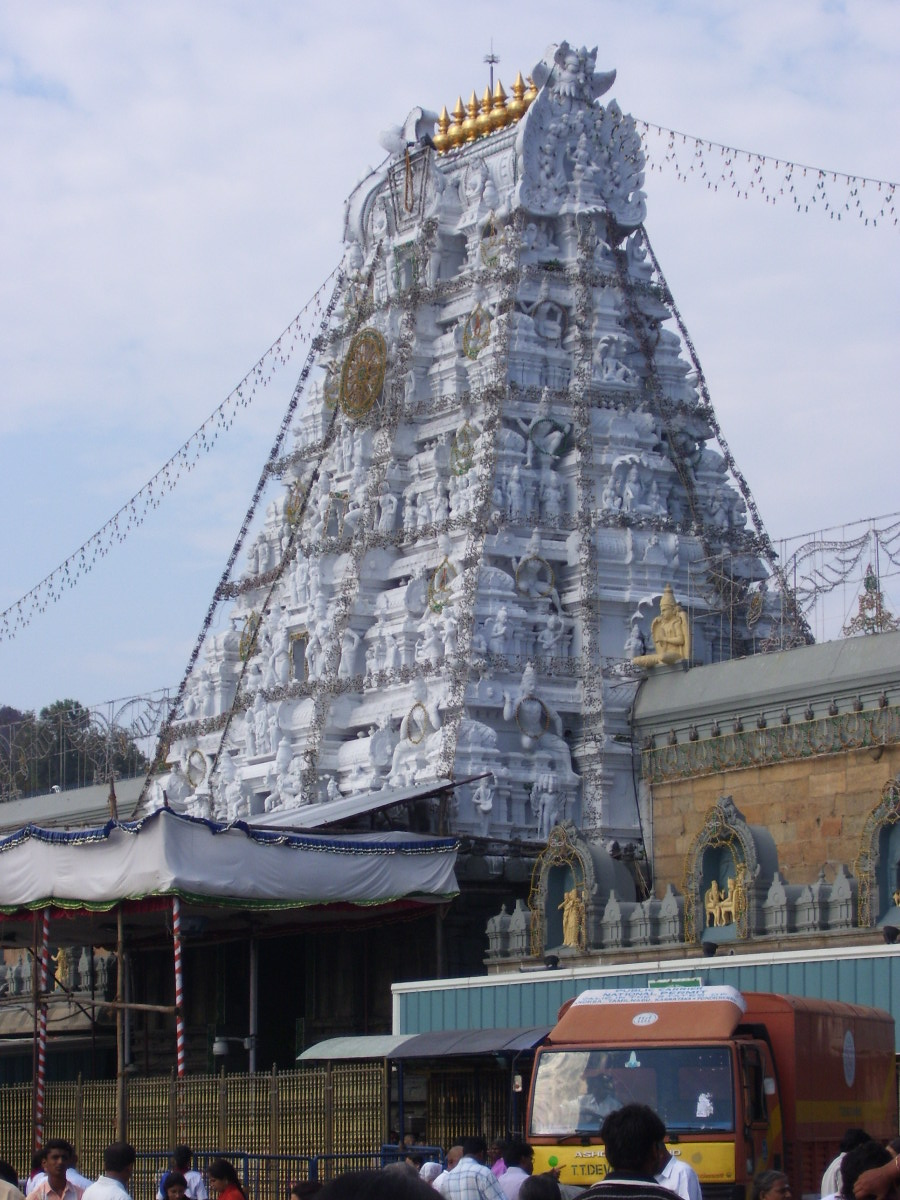
ティルパティのヴェンカテーシュヴァラ寺院

ミール・ジュムラーの富は先述のものによるだけではなく、南インドのヴィジャヤナガル王国に対する遠征で獲得されたものあった。彼はゴールコンダ王国の軍隊を率いてたびたび遠征し、ヴィジャヤナガル王国の領土に仮借ない侵攻を行った。
1642年4月、ミール・ジュムラーはダンダルールで、ヴィジャヤナガル王ヴェンカタ3世およびその援軍ヴェールゴーティ・ティンマ・ナーヤカとダーマルラ・ヴェンカタ・ナーヤカの軍を破った。
1643年中ごろには、ヴィジャヤナガル王国側のウダヤギリとシッダヴァタムを落とし、ゴールコンダ王国側の領土をさらに広げた。
1646年4月、ミール・ジュムラーはヴィジャヤナガル王国の聖地ティルパティを制圧し、その寺院に奉納されていた莫大な財宝を略奪したという。
また、ミール・ジュムラーはシェンジ・ナーヤカ朝の一族トゥパーキ・クリシュナッパ・ナーヤカを自身の代官として南インドに配置し、ヴィジャヤナガル王シュリーランガ3世と戦わせた。

### 王との対立
ミール・ジュムラーは貧しい身分から身を立て、ゴールコンダ王国において非常に裕福な存在となったわけだが、これを快く思わなかった人物がいた。国王のアブドゥッラー・クトゥブ・シャーである。
アブドゥッラー・クトゥブ・シャーはミール・ジュムラーの富を内心快く思っておらず、ミール・ジュムラーが自身の母后と親密な関係にあることも相まって、その追い落としを考えるようになった。
1655年のある日、アブドゥッラー・クトゥブ・シャーはミール・ジュムラーと母后が親密な関係にあることを知り激怒して、ミール・ジュムラーに対して罵りの言葉や脅迫の言葉さえも吐き捨てるようになった。このとき、ミール・ジュムラーは南インドに遠征に出ていたが、王の母后がいち早くこれを知らせたうえ、自身の妻の親類で王国の要職についている多数の人たちからも報告を受けた。
だが、ミール・ジュムラーの一人息子ムハンマド・アミール・ハーンは王のそばにいたため、その厳しい監視下に置かれることとなった。ミール・ジュムラーは彼に狩猟に出るとでも言って王のもとを離れ、すぐさま自身のもとに逃げるように催促する手紙を送った。ムハンマド・アミール・ハーンは試行錯誤努力したものの、厳しい監視のために逃げることはできなかった。

### ムガル帝国への寝返り

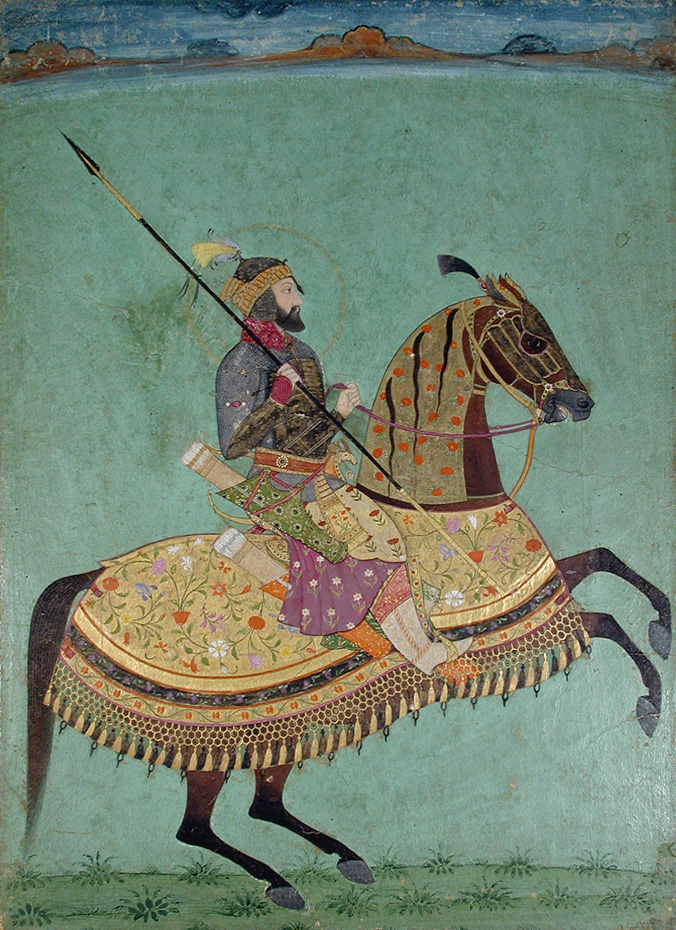
アウラングゼーブ

困惑したミール・ジュムラーはある1つの決断に出ることにした。それはゴールコンダ王国を裏切り、ムガル帝国の側に付くことだった。ミール・ジュムラーは、当時ムガル帝国のデカン太守として赴任していたアウラングゼーブに「自分がゴールコンダの王に仕えて多大な功績があるのは、人も知るところだが、それにもかかわらず、王は自分を家族もろとも滅ぼそうとしている。これは前代未聞の不正、かつ忘恩の行為だ」と手紙を書いた。
ミール・ジュムラーはアウラングゼーブが自身を信用する気があるなら、王国が一挙に彼の手に入るよう物事を運び、この作戦にかかる費用はすべて自分が負担し、そのうえ1日に付き5万ルピーを支払うとさえ提言した。一方、アウラングゼーブとしてもこれは待ちに待っていた機会であり、ムガル帝国のさらなるデカン進出のみならず、自身の権威をさらに上げることにもつながったので、これに喜んで応じた。
こうして、1656年1月、アウラングゼーブの率いるムガル帝国の軍勢が王国の首都ハイダラーバードを占領し、アブドゥッラー・クトゥブ・シャーの逃げ込んだゴールコンダを包囲した。
しかし、帝国軍は包囲に必要な物資を持ってきていなかったので、包囲は予想以上に長引き、4月に皇帝シャー・ジャハーンからゴールコンダの包囲を解いて撤退するように命令が下った。ゴールコンダ側は食糧や弾薬が欠如し、陥落寸前であったが、和議することで一命を取り留めた。その和議により、ミール・ジュムラーが自分の家族、財産、私兵をすべてもって、ゴールコンダ王国を出ることを認めさせた。
アウラングゼーブとミール・ジュムラーはゴールコンダ王国を出た際、ビジャープル王国を通過したが、その際に同国で最も大規模な城塞ビーダルを落として手中に入れ（ビーダル包囲戦）、ダウラターバードへと戻った。

### ムガル帝国における継承戦争での活躍

#### ダーラー・シコーとの戦い

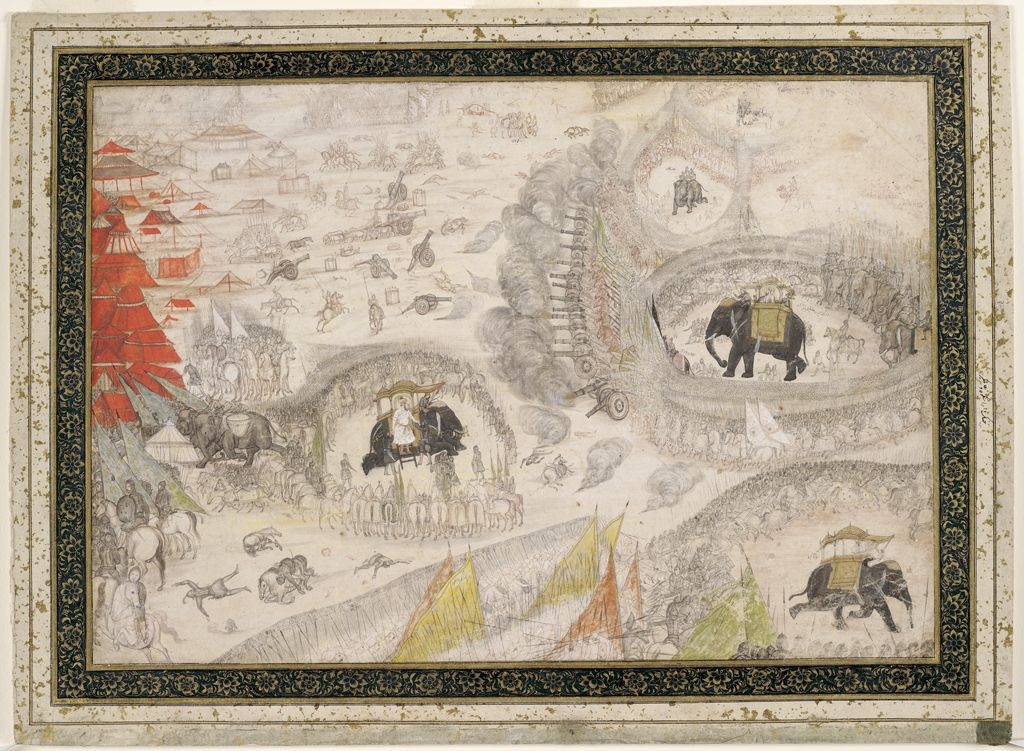
サムーガルの戦い

フランスの旅行家フランソワ・ベルニエによると、アウラングゼーブとミール・ジュムラーの2人はダウラターバードで固い友情に結ばれ、アウラングゼーブは1日に2度ミール・ジュムラーの顔を見ずには生きていけず、ミール・ジュムラーもアウラングゼーブにまた会わずには1日を過ごせなかったのだという。ベルニエはまた、ミール・ジュムラーとの結びつきが、「アウラングゼーブの王座を築く上での最初の礎石となった」と記している。
1656年7月1日、ミール・ジュムラーはムガル帝国の皇帝シャー・ジャハーンにアーグラで謁見し、ゴールコンダ王国の鉱山で発掘されたコーヒ・ヌールのダイヤモンドをはじめとする宝石類、金貨1,000枚を献上した。その際、岩山のカンダハールよりはデカン方面へと兵を進め、コモリン岬まで制圧するよう進言した。シャー・ジャハーンはこの進言を受け入れ、ミール・ジュムラーの指揮の下で大軍を送ることにした。
だが、ここで皇帝の長男ダーラー・シコーがアウラングゼーブに兵力を注ぐことになると反対し、この企てを止めようとした。その結果、アウラングゼーブはデカン総督としてダウラターバードにとどまり戦争に一切関与しない、ミール・ジュムラーを総大将に全権を持つこと、その忠誠を保証するために彼の家族をアーグラに留めおくことが条件とされた。これはミール・ジュムラーとアウラングゼーブの仲を引き裂くため、ダーラー・シコーの考えた計略でもあった。
ミール・ジュムラーにとってこれはとてもつらい選択肢だったが、結局はこれを受け入れ、デカンにいるアウラングゼーブの下へと向かった。そして、ビジャープル王国の領土へと入り、カリヤーン（カリヤーニー）の城塞を包囲した。
1657年9月、父帝シャー・ジャハーンが病床に臥すと、帝国内において混乱が起こり、新たなる動乱が始まった。アウラングゼーブを含む息子ら4人による「勝つか死ぬか、王になるか滅びるか、2つに1つ」の皇位継承戦争である。
皇位継承戦争が幕を開けるや否や、長兄のダーラー・シコーはデリーとアーグラで、次兄のシャー・シュジャーはベンガルで、弟のムラード・バフシュはグジャラートでそれぞれ兵を集めた。だが、アウラングゼーブはその性格から慎重に動き、情勢を見たうえで、ミール・ジュムラーとの合流を優先した。
ミール・ジュムラーはカリヤーニーをいまだ包囲し続けていたが、アウラングゼーブはそこに長男スルターンを送り、ダウラターバードに来て合流するように説得を行った。だが、ミール・ジュムラーはアーグラで家族が人質にとられているため、合流して援助することも、味方だと公言することもできないと言い、スルターンは仕方なくダウラターバードへと戻った。それでも、アウラングゼーブはめげずに今度は次男ムアッザムを送り、ミール・ジュムラーの説得に成功した。
その後すぐ、ミール・ジュムラーは籠城軍に更なる攻撃をかけて和議に応じさせ、ムアッザムとともにアウラングゼーブのいるダウラターバードへと向かった。アウラングゼーブは大変喜び、ミール・ジュムラーを「バーバー」（父上）、「バーバージー」（父君）とさえ呼んだ。また、アウラングゼーブはその家族が殺害されぬよう一計を案じて、ミール・ジュムラーを拘束したように見せかけてともに行軍することを提案し、ミール・ジュムラーもこれを了承した。
アウラングゼーブはミール・ジュムラーとの合流に成功してダウラターバードを出たのち、弟ムラード・バフシュとい同盟を結び、ダーラー・シコーとの決戦に臨んだ。そして、1658年6月8日、アウラングゼーブとムラード・バフシュの連合軍は、ダーラー・シコーの軍勢とアーグラの近郊サムーガル平原で激突し、これに勝利した（サムーガルの戦い）。

#### シャー・シュジャーとの戦い

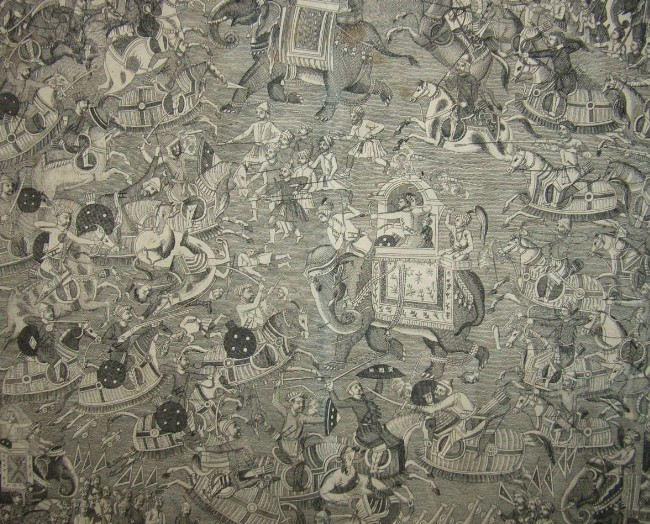
カジュハーの戦い

11月、別の兄シャー・シュジャーが強力な軍隊を率いてアーグラへ向かってきており、すでにアラーハーバードのあたりまで来ていると報告が入った。その頃、ダーラー・シコーがグジャラートのアフマダーバードにいるという知らせが入っており、アウラングゼーブ自ら追撃に向かおうとしていたが完全にこれを部下に任せ、自身はシャー・シュジャーの討伐に向かった。
そして、1659年1月5日、アウラングゼーブはシャー・シュジャーとアラーハーバード付近のカジュハーでとの戦いに臨んだ（カジュハーの戦い）。戦闘は最初の方はシャー・シュジャーの優勢で、またアウラングゼーブの後陣を講和したはずのダーラー・シコー側の武将ジャスワント・シングが襲撃するなどしたため、アウラングゼーブの軍は混乱した。
しかし、ミール・ジュムラーが何とかアウラングゼーブに冷静さを取り戻させたこと、そしてアウラングゼーブの強運さによってによって、シャー・シュジャーは戦いに敗れてしまった。シャー・シュジャーは一命を取り留めたが、軍は壊走した。この日の戦いもアウラングゼーブの勝利に終わった。
その後、アウラングゼーブは深追いせずアーグラへと引き上げため、シャー・シュジャーはあまり多くの兵を失わず、アラーハーバードに後退して陣を構えた。これを知ったアウラングゼーブは長男のスルターンと武将ミール・ジュムラーを派遣した。
シャー・シュジャーはベンガル地方のラージャを苛めていたので、これに乗じて反乱を起こすのではないか、そしてミール・ジュムラーを敵に回すことを恐れていた。そのため、彼はアラーハーバードの陣を引き払い、ヴァーラーナシー、パトナへ行き、モンギールへと向かい、そこで踏みとどまってミール・ジュムラーの軍勢と戦う覚悟を決め、陣地を築き町と川と山まで通じる塹壕を掘った。
だが、ミール・ジュムラーがガンジス川沿いにゆっくり下ってくるのは陽動作戦で、ミール・ジュムラーはスルターンとともにガンジス右岸の山地のラージャを抱き込んで、強行軍でシャー・シュジャーの行く手をふさぐためラージマハルへ接近しつつある、という情報が届いた。そのため、彼はモンギールを捨て、ラージマハルへと向かい、そこに陣を構えた。
ミール・ジュムラーは到着後、ラージマハルに攻撃をかけ、シャー・シュジャーは5、6日のあいだ防戦した。だが、ミール・ジュムラーの大砲が絶え間なく活躍し、雨期の始まりもあって、夜陰に乗じてラージマハルから逃げた。ミール・ジュムラーは伏兵を警戒し追撃を行わずに翌朝に延ばしたため、その夜明け前に雨が降り出して3日も続いたので、ミール・ジュムラーは動けず、そこで冬越しすることとなった。
一方、シャー・シュジャーは軍隊を強化したり、あるいは低ベンガル地方から大砲を取り寄せたりしたばかりか、この地に住んでいたポルトガル人を味方に付けることに成功した。また、ミール・ジュムラーと不仲になった皇子スルターンが味方に駆け付け、シャー・シュジャーに忠誠を誓った。シャー・シュジャーはスルターンに自分の娘グルルフ・バーヌー・ベーグムを嫁がせたが、アウラングゼーブやミール・ジュムラーによる自分を捕えるための策謀ではないのかと疑い全幅の信頼を置けず、スルターンはやがて離れてしまった。
その後、ミール・ジュムラーのもとにおびただしい数の大軍が送られ、軍を整えていたシャー・シュジャーは劣勢となり、やがてガンジス川の川の両岸及び河口付近の島であるタンダーに包囲された。シャー・シュジャーはめげずに反撃の機会を狙いながらも戦い続けていたが、ついにベンガルの隣にあるビルマのアラカン王国への亡命を考えるようになった。彼はアラカン王サンダ・トゥダンマのもとに息子ザイヌッディーン・ムハンマド（スルターン・バンク）を使者として送り、彼は王の了解を得ることに成功し、多数の船を同伴してダッカへと戻った。
1660年4月6日、シャー・シュジャーは滞在していたタンダーを出て、12日にダッカに到着したのち、5月12日にアラカン行の船に乗りベンガルを後にした。彼は2隻の船に彼の家族、家来、そして金銀財宝を積んだという。そして、シャー・シュジャーとその一行はチッタゴンなどを経由しつつ、8月26日にアラカンに無事到着した。だが、シャー・シュジャーはその地でアラカンの王の打倒を企てたため、1661年に殺害されてしまった。

### アッサム地方への遠征

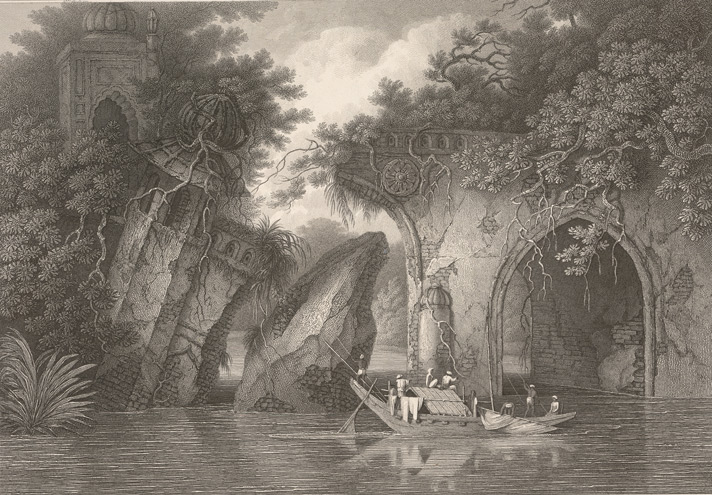
ミール・ジュムラーが1660年に架けた橋

ミール・ジュムラーがシャー・シュジャーを打ち負かした一方、アウラングゼーブはダーラー・シコー、ムラード・バフシュ両名を始末し、その皇位を盤石にした。ミール・ジュムラーは皇位継承戦争後、1660年5月にベンガル太守に任命された。そして、アウラングゼーブの命により、アッサム遠征への準備を行った。
アッサム地方はアーホーム王国が支配していたが、16世紀にはクーチ・ビハール王国が台頭し、北ベンガルと西アッサムを支配していた。だが、17世紀に内紛で分裂し、そのためクーチ・ビハール王の勧めでムガル帝国はこの地方に進出し、内紛で分裂していたこの王国を打ち破り、1612年までにはブラフマプトラ川までの西アッサムを占領していた。その後、国境を接するようになったアーホーム王国と長期の戦争ののち、1638年にはアーホーム王国とバル・ナディー川を国境とすることが定められ、グワーハティーが帝国の支配下に入った。
だが、アウラングゼーブの治世になると、アーホーム王国はグワーハティーを奪還しようと画策するようになった。また、クーチ・ビハール王国も帝国の宗主権を拒否するようになっていた。ミール・ジュムラーは自身の名声を高めるため、クーチ・ビハールとアッサム全土を支配下に置こうとした。
1662年、ミール・ジュムラーはクーチ・ビハールを攻撃、支配下に置いたのち、アーホーム王国の領土に侵入し、その首都ガルガーオンを占拠した。その後、同国の東の国境まで兵を進めたが、モンスーンの季節が到来し、各部隊は分断、馬は餓死したうえ、疫病が広がるなど戦闘不能な状態に陥り、アッサム軍も反撃に出た。占領した領土は6ヶ月しか保持できなかった。
1663年、ミール・ジュムラーは病気で倒れたため、休戦条約（協定）を結ぶことにした。その条約では多額の戦時賠償、年20頭の象の貢納、王の娘を宮廷のハーレムに送ることるというアーホーム側に屈辱的な条約を結んだ。
同年5月13日、ミール・ジュムラーはその後すぐ、ヒズルプルにて死亡した。彼はダッカに戻る寸前であった。
ミール・ジュムラーの死後、ベンガルは1年にわたって混乱が続いたが、1664年になってアウラングゼーブの伯父シャーイスタ・ハーンが太守に就任すると収拾がついた。一方、アーホーム王国に対する戦争は終わらず、帝国の武将ラーム・シングが指揮権を引き継ぎ、アッサム方面での戦いは続いた。